# Giuseppe Tosi
Pour les articles homonymes, voir Tosi.
Giuseppe Tosi (né le 25 mai 1916 à Borgo Ticino et mort le 10 juillet 1981 à Rome) est un athlète et acteur italien spécialiste du lancer du disque, dont la carrière se déroula dans les années d'après-guerre et au début des années 1950.

## Palmarès

### Jeux olympiques d'été
- Athlétisme aux Jeux olympiques de 1948 à Londres,  Royaume-Uni
  -  Médaille d'argent du lancer du disque

### Championnats d'Europe d'athlétisme
- Championnats d'Europe d'athlétisme 1946 à Oslo,  Norvège
  -  Médaille d'argent du lancer du disque
- Championnats d'Europe d'athlétisme 1950 à Bruxelles,  Belgique
  -  Médaille d'argent du lancer du disque
- Championnats d'Europe d'athlétisme 1954 à Berne,  Suisse
  -  Médaille d'argent du lancer du disque